# Plagithmysus koae
Plagithmysus koae là một loài bọ cánh cứng trong họ Cerambycidae.